# Factions politiques de la période Joseon
Bungdang (붕당, 朋黨) est le nom donné aux différentes factions politiques de la Corée de la période Joseon du XVe au XIXe siècle qui s'efforçaient d'avoir une influence prépondérante sur le système politique. Elles s'appuyaient en grande partie sur les instituts néoconfucéens (seowon) établis dans les villages. Initialement, la ligne de fracture passait essentiellement entre la faction des Hungu basée dans la capitale et celle des sarim qui finissent par se retirer en province après une succession de purges.
La deuxième moitié du XVIe siècle voit le déclin de la faction des Hun'gu et l'apparition de divisions politiques entre les Sarim, notamment entre la Faction occidentale ( ou Seo-in) qui regroupaient essentiellement des partisans de Yi I et la Faction orientale (ou Dong-in), principalement des disciples de Jo Sik et Yi Hwang. La Faction orientale se scinde peu après entre la Faction méridionale (ou Nam-in) et la Faction septentrionale (ou Buk-in). Ces factions tirent leur nom de la position de la maison de leur leader respectif par rapport au palais royal de Séoul. Les disputes sont alors souvent exacerbées par les nominations des hauts fonctionnaires ainsi que par les problèmes de succession royale.
En 1623, la Faction occidentale parviennent à placer le prince Neungyang sur le trône et s'assurent ainsi le contrôle du pouvoir pendant 50 ans. Cependant, au début des années 1680, ils se divisent eux aussi en deux groupes, les partisans de la vieille doctrine (ou Noron) et ceux de la nouvelle doctrine (ou Soron).
Au XVIIIe siècle, les rois Yeongjo (r. 1724-1776) et Jeongjo (r. 1776-1800) parviennent à maintenir un équilibre strict entre les factions. Par la suite, tout au long du XIXe siècle, les luttes intestines pour le contrôle du pouvoir se déroulent plutôt entre les familles des différentes reines, notamment entre le clan des Kim d'Andong et celui des Cho de Pungyang.